# Novell
Novell, Inc. (udtale: [noʊ'vɛl]?) er et amerikansk softwarefirma, der blandt andet står bag netværksstyresystemet Novell NetWare og Linux operativsystemet SUSE. Virksomheden omsatte for 850 mio. USD i 2010 og beskæftigede 3.600 medarbejdere. Hovedsædet er beliggende i Provo i Utah.
Novell blev grundlagt i 1979 og har specialiseret sig i software til virksomheder, der bidrager til øget produktivitet og sikrere arbejdsmiljø. I lokalområdet har Novell været instrumentel i opbygningen af Utah Valley som et område, der har fokus på teknologi og softwareudvikling. 
Gennem mange år har konkurrencen med særligt Microsoft været hård. I august 2003 købte Novell virksomheden Ximian, der udvikler open source-programmer som e-mailprogrammet Evolution og .NET-udviklingsmiljøet Mono.  November samme år købte Novell SUSE, der udvikler Linux-distributionen af samme navn.

## Ekstern henvisning
- Novell Danmarks hjemmeside

| Firma | Spire Denne artikel om et firma eller en virksomhed i USA er en spire som bør udbygges. Du er velkommen til at hjælpe Wikipedia ved at udvide den. |